# Kalocsa
Kalocsa (česky Koloča, Kaloča; německy Kollotschau) je město v župě Bács-Kiskun nedaleko levého břehu Dunaje. Žije zde přibližně 14 tisíc obyvatel. Jedná se o historicky významné město.

## Poloha
Kalocsa se nachází v jižní části Maďarska, zhruba na půli cesty od Budapešti k jižní hranici země. Město leží v bezprostřední blízkosti Dunaje, a to na vyvýšeném ostrohu na levém břehu řeky, cca 7 km od jejího břehu. Protéká jím potok Varas-fok a ústí do něj několik odvodňovacích kanálů z okolní krajiny. 

## Název
Původní název měl podobu Colocsa (v přepisu do češtiny Koloča) a označoval podmáčenou oblast. Dodnes se v této podobě užívá v němčině. V tureckých dobách byla kvůli nesprávným překladům označována jako Kalokia. Tak vznikl dnešní název města v 50. letech 18. století.

## Historie

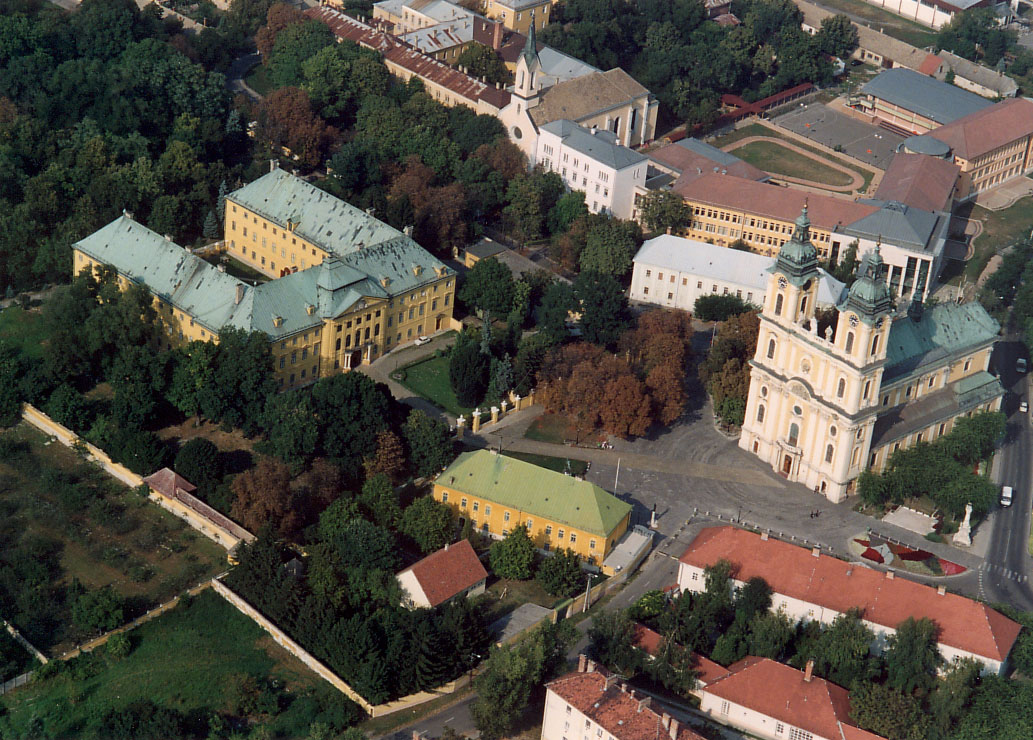
Arcibiskupský palác a katedrála

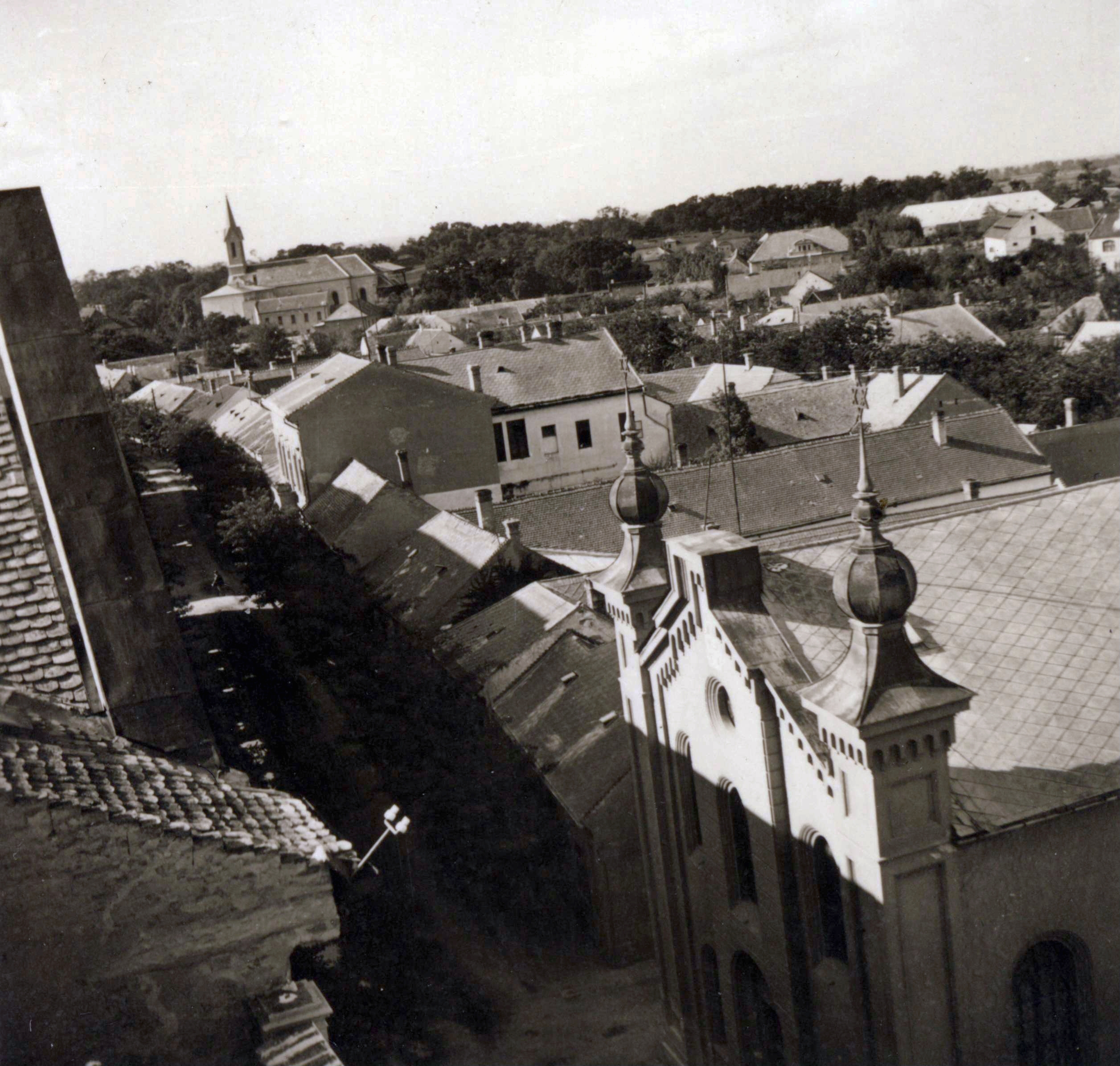
Domy ve středu města v roce 1930.

Město je významné tím, že zde bylo roku 1000 zřízeno jedno z prvních biskupství v Uhrách, (nejpozději roku 1135 povýšené na arcibiskupství). Vznikl zde také jeden z prvních kostelů. Prvním biskupem kaločským, a tedy i uherským, byl Asztrik, podle legendy žák a přítel svatého Vojtěcha.
Hlavní pamětihodnosti města představují barokní arcibiskupský palác, klenotnice, katedrála a další církevní stavby. Kalocsa silně utrpěla osmanskou přítomností po roce 1526. Město bylo vypleněno a vypáleno kalvinistickými vzbouřenci. Turci nakonec Kalocsu osídlili a v roce 1602 přestavěli původní biskupský palác na pevnost. Turecký cestovatel Evliya Çelebi navštívil v 60. letech 17. století Kalocsu a poznamenal si, že se zde nachází jen jedna mešita, několik kupeckých stánků a zájezdní hostinec. V bojích při vyhánění Turků z Uher nakonec ustupující vojsko přestavěný palác zapálilo a z města tak nezůstalo vůbec nic.[zdroj?] Město obsadila křesťanská vojska dne 13. října 1686.
Zčásti vylidněnou oblast kolem Kalocsi kolonizovali počátkem 18. století Němci (například městys Harta a vinařská obec Hajós), Slováci (vesnice Miske) a Srbové a Chorvati (vesnice Bátya). Multietnický charakter si Kalocsa a okolí uchovaly dodnes. V roce 1784 zde Adam Patachich zřídil neveřejnou knihovnu, která nashromáždila fond přes 17 000 knih, mnohé z nich vznikly ještě v době středověku.
V roce 1875 zdevastoval město požár. V roce 1882 dosáhla města železnice. V této době také vlivem administrativních reforem Zalitavska ztratila statut města.
Roku 1897 zde byla otevřena věznice, která slouží do současnosti.
V Kalocse též bývala početná židovská obec. Většina jejích členů však byla deportována do koncentračních táborů v roce 1944 po obsazení Maďarska německou armádou. Někteří Židé emigrovali do Izraele po skončení války. Budovu původní synagogy dnes využívá zdejší městská knihovna, o židovský hřbitov se stará město. 
Teprve až po druhé světové válce byla místní železniční trať prodloužena až k dunajskému břehu.
Od padesátých let 20. století byla Kalocsa jako arcibiskupské sídelní město pod tlakem komunistické správy – sídlo župy bylo přeneseno do Kecskemétu, stejně jako instituce vysokého školství. V rámci města se usídlila ruská posádka, z bývalé jezuitské koleje přímo v centru se stala ženská věznice. V roce 2019 město zvažovalo využít areál kasáren jako ubytovny pro dělníky, kteří měli rozšiřovat nedalekou jadernou elektrárnu Paks.
V roce 2006 zde vznikla menšinová organizace místního chorvatského obyvatelstva.

## Obyvatelstvo
V roce 2001 se 95 % obyvatel města přihlásilo k maďarské národnosti, 3 % k romské, 1 % k německé a 1 % k jiným dalším národnostem, například k chorvatské, slovenské, rumunské a další. Historicky zde byla přítomna jihoslovanská (srbská nebo chorvatská) komunita, která se nicméně postupem staletí asimilovala do maďarské většiny. Jihoslované přišli z oblasti dnešních vesnic v regionu Bačky. 
Při posledním sčítání lidu v roce 2011 se 85,2 % obyvatel označilo za Maďary, 3,9 % za Romy, 1 % za Chorvaty a 1,8 % za Němce (14,5 % se nepřihlásilo k žádné národnosti; kvůli dvojí identitě může být celkový počet vyšší než 100 %). Náboženské složení obyvatelstva pro Kalocsu bylo následující: římští katolíci 50,1 %, reformovaná církev 5,2 %, luteráni 0,8 %, řeckokatolíci 0,2 %, bez vyznání 14,5 % (27,6 % žádnou hodnotu neuvedlo).

## Ekonomika

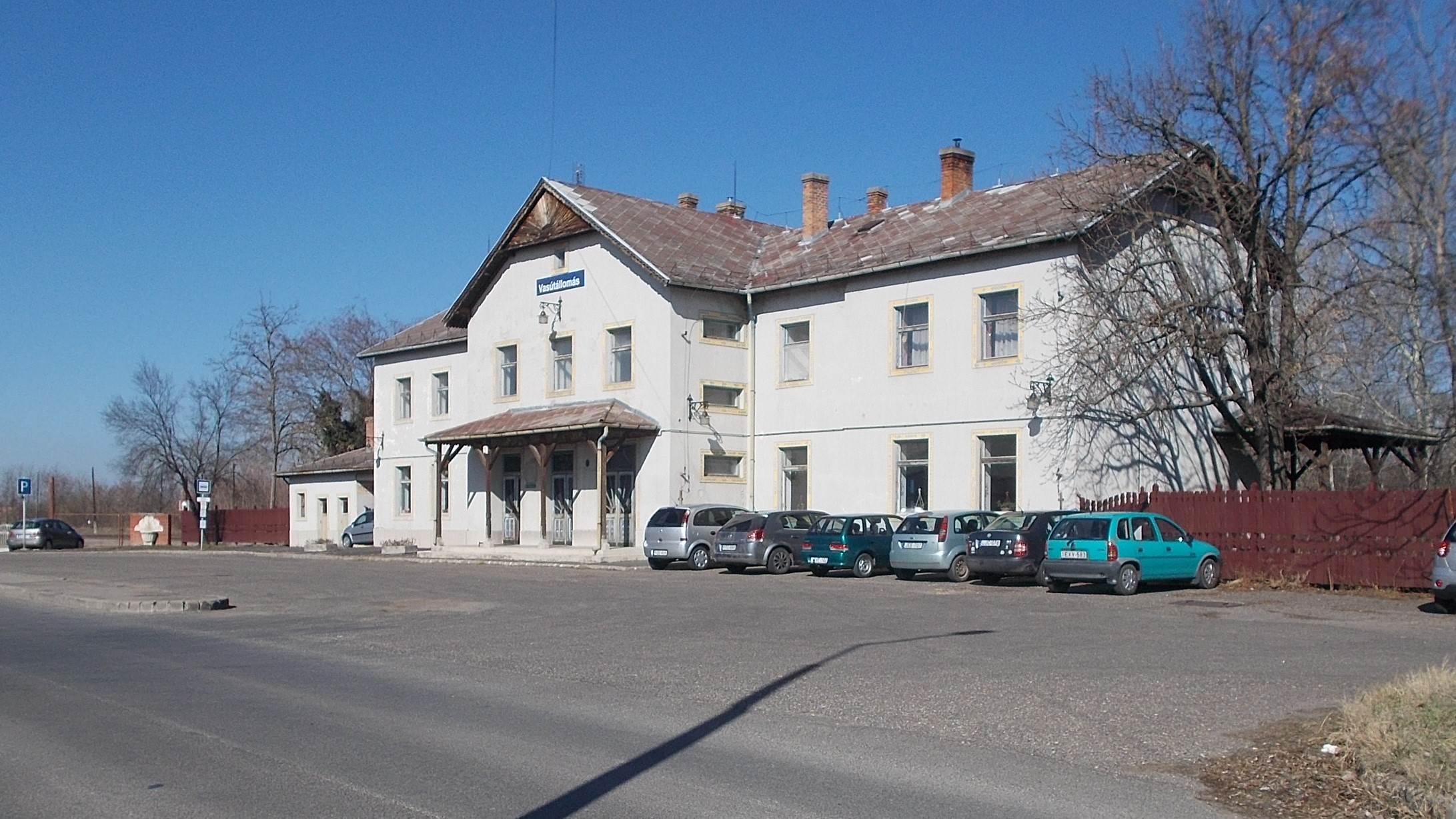
Železniční stanice.

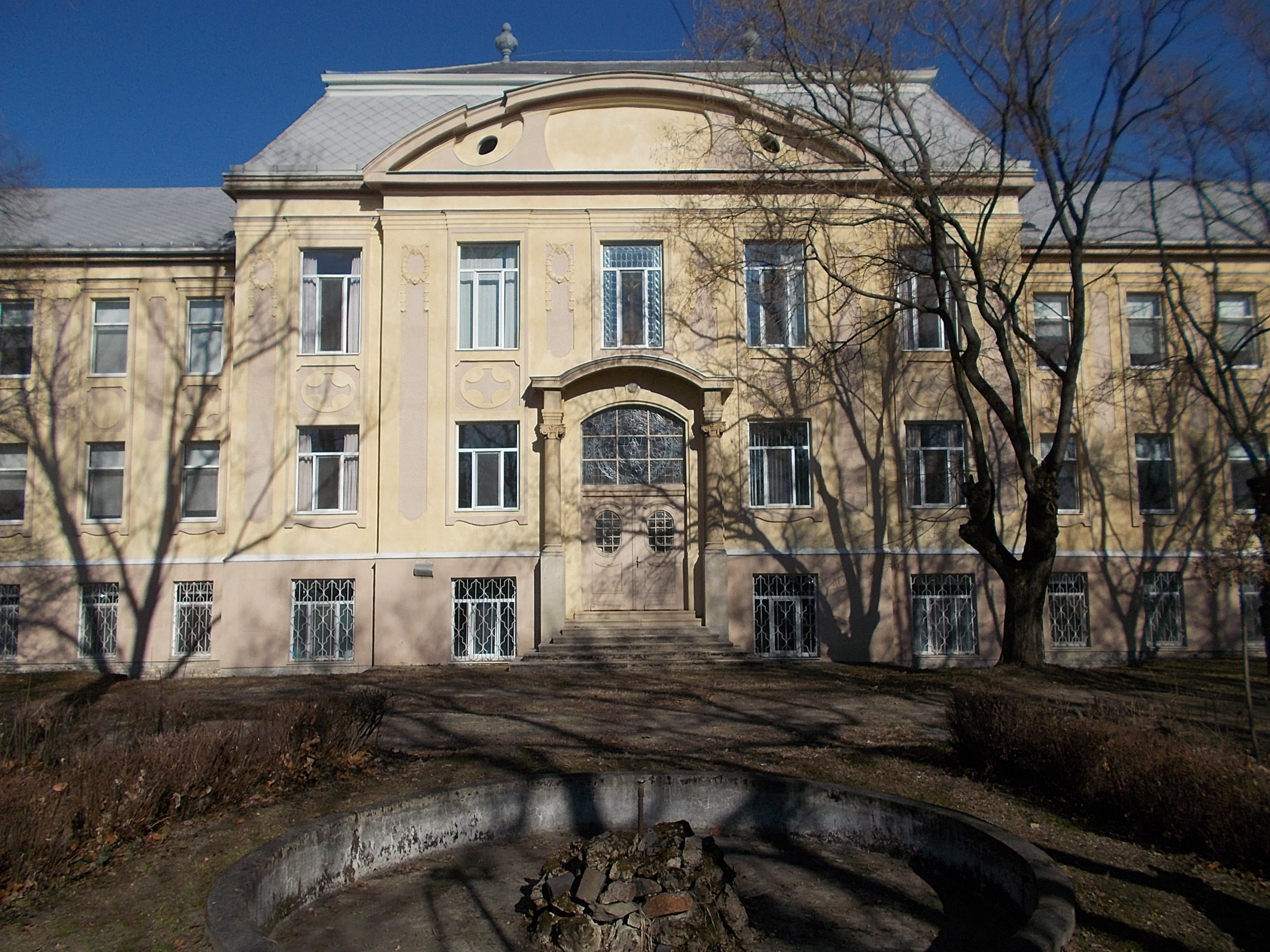
Budova nemocnice.

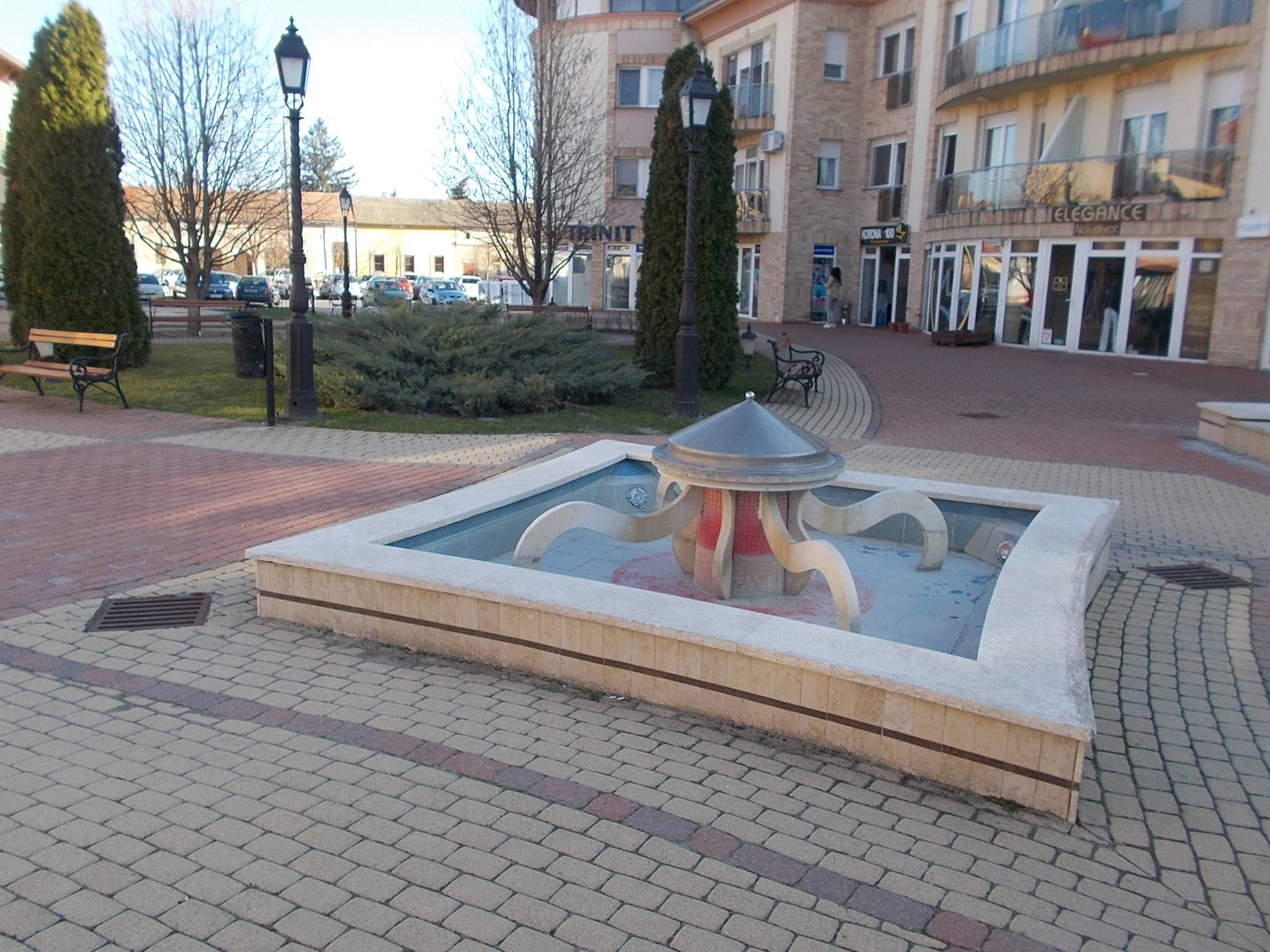
Fontána v Kalocsi.

Emblematickou plodinou města a jeho okolí je paprika, které je věnována i expozice v Muzeu papriky a jejímž výzkumem se zde zabývá Výzkumný ústav papriky. Ve 20. století se zemědělsky aktivní region se svým centrem právě v Kalocsi stal předním producentem maďarské papriky (po Szegedu).

## Zajímavosti
V Kalocse se narodil i světově proslulý sochař Nicolas Schöffer, který má zde muzeum se svými původními modely, kresbami a projekty. Jeho světelná a kinetická věž je jednou z dominant města.
Většina historických budov (např. katedrála, arcibiskupský palác apod.) se nachází na náměstí Nejsvětější trojice (maďarsky Szentháromság tér). Za palácem se nachází rozsáhlý park. Z náměstí vede ulice sv. Štěpána (maďarsky Szent István ut), na níž se nachází také kostel sv. Štěpána a za ním i synagoga.
Dnes sídlí v Kalocse Vysoká škola Pála Tomoriho. Při ní existuje také Městská a vysokoškolská knihovna Pála Tomoriho. Další významnou knihovnou je knihovna při místní katedrále. Město má ve svém centru Muzeum papriky.
Na východním okraji Kalocsi se nachází lázeňský areál. Ve městě existuje několik krytých bazénů.
Město pořádá každým rokem operní festival Modrý pták (maďarsky Kék madár), Dny papriky (maďarsky Paprika Napok) a obrok podunajský folklorní festival (Duna-menti Folklór Fesztivál) s mezinárodní účastí.

## Doprava
Do Kalocsi vede lokální železniční trať z Kiskőrösu. Ta zde končí pro osobní dopravu. Pro dopravu nákladní pokračuje vlečka k závodům, které leží na břehu Dunaje. Město má jediné nádraží.
Městem také prochází silnice celostátního významu č. 51, která kopíruje severo-jižní směr, jaký má tok Dunaje.
Nedaleko města existuje na Dunaji přístav pro osobní i nákladní dopravu.
Letiště Kalocsa se nachází 4 km od středu města, nedaleko vesnice Uszód. Zpočátku fungovalo jako vojenské letiště, ale od roku 1989 bylo stále častěji využíváno pro civilní účely. Pravidelně se na něm pořádají letecké dny a občas i závody.

## Sport
V Kalocsi sídlí fotbalový tým Kalocsai FC.

## Partnerská města
- Cristuru Secuiesc, Rumunsko
- Totana, Španělsko
- Kirchheim unter Teck, Německo
- Betlém, Izrael
- Šen-čen, Čína
- Altino, Itálie
- / Betlém, Západní břeh Jordánu
- Karup, Dánsko
- Kula, Srbsko